# Am Ende ein Fest
Am Ende ein Fest (Originaltitel: מיתה טובה, Mita Tova) ist ein israelisch-deutscher Spielfilm aus dem Jahr 2014. Regie führte Tal Granit. Der Film lief am 24. September 2015 in den deutschen Kinos an.

## Handlung
Yanas Mann hat Krebs in Endstadium, will nicht mehr leben, wird aber durch Gerätemedizin am Leben gehalten. Dr. Daniel ist eigentlich Veterinär und verfügt über medizinische Kenntnisse, wie man Patienten schmerzlos sterben lassen könnte. Er will sich nicht strafbar machen, indem er selbst Hand anlegt. Also konstruiert Yehezkel eine Maschine, die vom Patienten ausgelöst die tödlichen Substanzen in dessen Kreislauf injiziert. Um keine Beweise am Bett des Sterbewilligen zurückzulassen, weihen Yana, Dr. Daniel, Yehezkel und seine Frau Levana auch einen alten ehemaligen Polizisten ein. Am Krankenbett tragen sie alle Handschuhe. Yanas Mann stirbt friedlich.
Schon auf der Beerdigung von Yanas Mann erfahren verschiedene Trauergäste von Yehezkels Gerät. Einer von ihnen verfolgt Yehezkel hartnäckig, damit er seiner todkranken Frau mit dieser Maschine Sterbehilfe leistet. Doch Yehezkel will sich um seine eigene Frau Levana kümmern, die langsam in der Demenz versinkt. Schließlich lässt er sich überreden. Die andere Frau stirbt in den Armen ihres Mannes.
Levana zeigt immer deutlichere Zeichen der Demenz. Sie vergisst Rezepte, legt ihre Handtasche in den Kühlschrank und lässt Kekse im Backofen verbrennen. Eines Morgens vergisst sie, Kleider anzulegen und geht nackt zum Frühstück. Als sie es bemerkt, will sie nicht mehr in die Öffentlichkeit gehen. Trotzdem kann Yehezkel sie zu einem abendlichen Spaziergang überreden. Als sie ein Gewächshaus betreten, sitzen dort ihre Freunde – alle splitterfasernackt. Eine ausgelassene Feier schließt sich an, die erst mit dem Auftritt eines Wachmannes endet.
Zelda hat das Pflegeheim verlassen und lebt in einem Kibbuz bei ihrem Neffen. Auch sie will nicht weiterleben. Ohne Yehezkel wird die Maschine zum Kibbuz gebracht. Als Zelda auf den Schalter von Yehezkels Maschine drückt, fällt der Strom aus. Yehezkel wird hinzu geholt. Als das Licht ein zweites Mal erlischt stirbt Zelda. Im strömenden Regen singen die Kibbuzmitglieder ein Trauerlied für Zelda.
Angesichts ihrer Demenzerkrankung will sich Levana mit Tabletten umbringen. Yehezkel kann sie noch einmal retten. In seiner Verzweiflung zerstört er die Maschine. Doch Levana bittet ihn, sie gehen zu lassen. Also greift Yehezkel wieder zum Schweißgerät. In Gegenwart ihrer Freunde verabschiedet Levana sich mit einer Videobotschaft von ihrer Tochter und ihrer Enkeltochter.

## Kritiken
„Mit viel schwarzem Humor greift die fürs große Publikum konzipierte Komödie aktuelle Tabuthemen im Umkreis von Alter, Demenz, Hinfälligkeit und einem selbstbestimmten Ende auf. Dabei lässt der Film im letzten Drittel jede Lustigkeit fahren und wird bitterernst. Philosophisch grundiert, gelingt dabei die Gratwanderung eines Films über den Tod, der das Leben und damit die Freiheit feiert.“